# Люсі Біла
Гана Занякова (чеськ. Hana Zaňáková), більш відома як Люсі Біла (чеськ. Lucie Bílá; нар.. 7 квітня 1966, Отвовице, Средньочеський край, Чехословаччина) — чеська співачка і актриса, працює в жанрах поп-музики і хеві-метал.

## Біографія
Гана Занякова народилася 7 квітня 1966 року в невеликому місті Отвовіце в Центральній Богемії. Хана відвідувала музичну школу (сучасного мистецтва), де навчалась співу. Вже скоро вона здобула популярність у сфері шоу-бізнесу. Перші її роботи були мюзикли і участь в метал-групах Rock-Automat, Arakain і Vitacit.
У 1980-ті роки Гану помітив продюсер Петер Ганніг, який придумав для неї псевдонім Люсі Біла і написав пісні Neposlušné tenisky (укр. Неслухняні кеди) і Horší než kluk (укр. Гірше, ніж будь-який хлопчик), які стали хітами. Вона грала в найвідоміших мюзиклах, які були показані в Чехії (Les Miserables, Dracula, Krysař), випустила ряд сольних альбомів, знялася в декількох фільмах, також для кількох кінокартин виступила як вокалістка і протягом кількох років отримувала перші місця у щорічному національному опитуванні Чеський соловей.
У 1984—1986 роках вона була учасницею хеві-метал групи Arakain, де співала дуетом з головним солістом Алешем Бріготу дуетом. Пізніше сольна артистка пішла з групи, але через кожні п'ять років вона знову виступала на щорічних концертах. В даний час колектив зробив ювілейний тур до тридцятиліття групи.
З 2010 року вона є однією з членів журі у телепередачі Česko Slovensko má talent, чеської і словацької версії шоу Хвилина слави. Вона грала одну з головних ролей в музичному фільмі V Peřině (укр. В Перині), який вийшов у 2011 році.
У 2016 році відбувся її ювілейний концерт в квітні спочатку в Братиславі, а потім у листопаді в Празі.

## Особисте життя
У 1989 році, незадовго до Оксамитової революції, Люсія зустрічалася з колишнім дитячим актором Томашем Голим. Їх відносини через шість місяців припинилися, коли Томаш загинув в автокатастрофі. У березні 1995 року вона народила сина Філіпа від коханця Петера Кратохвіла, але він повернувся до нареченої — Міс Чехословаччина 1992 року Павлини Бабуркової.
У 2002 році вона вийшла заміж за музиканта Станіслава Пенка. Після розлучення вона жила тільки з сином Філіпом. У 2006 році вона вийшла заміж вдруге, її чоловіком був музикант Вацлав Барта. 1 вересня 2008 року пара оголосила про своє розлучення.

## Дискографія

### Сольні альбоми
1. 1987 — Lucie Bílá (I) / Люсі Біла (I) з Петером Ганнігом
2. 1992 — Missariel
3. 1994 — Lucie Bílá (II) / Люсі Біла (II)
4. 1997 — Duety / Дуэты с Карелом Ґоттом
5. 1998 — Hvězdy jako hvězdy / Зірки як зірки
6. 1999 — Úplně nahá / Оголена
7. 2002 — Kouzelné Vánoce / Чарівне Різдво
8. 2003 — Jampadampa
9. 2007 — Woman / Жінка
10. 2009 — Bang! Bang! / Пиф! Паф!
11. 2012 — Modi / Шляхи
12. 2014 — Recitál / Оповідання
13. 2016 — Hana / Гана
14. 2017 — Bílé vánoce Lucie Bílé II.

### Збірки
1. 2004 —  Láska je láska: 20 (video) hitů  / Кохання є кохання: 20 відеохітів
2. 2007 —  Platinum Collection  / Платинова колекція
3. 2008 —  Gold  / Золота Колекція
4. 2011 —  Duety naBílo  / Дуети
5. 2011 —  Duety naBílo 2  / Дуети 2
6. 2014 —  Diamond Collection  / Діамантова колекція

## Фільмографія
1. 1988 — Horká kaše
2. 1989 — Volná noha
3. 1990 — Zkouškové období (роль Иржины)
4. 1991 — Pražákům, těm je hej
5. 1993 — El Marido perfecto
6. 1993 — Fontána pre Zuzanu 2
7. 1994 — Принцеса з млину (роль чаклунки)
8. 1995 — Podivuhodný příběh profesora J. a slečny H.
9. 1996 — Král Ubu
10. 1998 — Čas dluhů
11. 2002 — O ztracené lásce
12. 2003 — Johanka z Arku
13. 2006 — Kde lampy bloudí
14. 2009 — Líbáš jako Bůh[cs]
15. 2011 — V peřině[cs] (роль мами головної героїні)
16. 2012 — Babovřesky[cs] (роль циганки)
17. 2012 — Carmen

## Мюзикли
1. 1992: Les Misérables / Знедолені
2. 1993: Zahrada rajských potěšení / Сад земних насолод
3. 1995: Dracula / Дракула
4. 1996: Krysař / Щуролов
5. 2000: Johanka z Arku / Жанна д'арк
6. 2003: Romeo a Julie / Ромео і Джульєтта
7. 2003: Excalibur /
8. 2005: Láska je láska / Любов є любов
9. 2005: Elixír života / Еліксир життя
10. 2008: Němcová!  / Нємцова
11. 2008: Carmen / Кармен
12. 2012: Aida / Аїда
13. 2014: The Addams Family / Сім'я Аддамсів